# Botschaft des Bundesrates
Die Botschaft des Bundesrates ist in der Schweiz ein Bericht des Bundesrates, in welchem er seinen Entwurf für einen parlamentarischen Erlass (Bundesgesetz, Verordnung der Bundesversammlung, Bundesbeschluss, einfacher Bundesbeschluss) erläutert. Sie wird zuhanden der Bundesversammlung verfasst. Rechtsgrundlage bildet Art. 141 ff. des Parlamentsgesetzes. Ziel der Botschaften des Bundesrates ist es, das Parlament über die Vorschläge, die damit angestrebten Ziele und die zugrunde liegenden Probleme zu informieren sowie das Parlament von der bundesrätlichen Lösung zu überzeugen.
Die Botschaften des Bundesrates werden im Bundesblatt veröffentlicht. Sie dienen der Rechtsprechung und juristischen Lehre regelmässig als Auslegungshilfe der entsprechenden Erlasse.

## Terminologie
Auf kantonaler und kommunaler Ebene ist die Terminologie breiter: so kann hier der erläuternde Bericht je nach Kanton Bericht, Botschaft, Ratschlag, Vortrag oder Weisung heissen.